# Цикувець
Цикувець (пол. Cykówiec) — село в Польщі, у гміні Каменець Ґродзиського повіту Великопольського воєводства.
Населення — 33 особи (2011).
У 1975-1998 роках село належало до Познанського воєводства.

## Демографія
Демографічна структура станом на 31 березня 2011 року:
|          | Загалом | Допрацездатний вік | Працездатний вік | Постпрацездатний вік |
| -------- | ------- | ------------------ | ---------------- | -------------------- |
| Чоловіки | 19      | 1                  | 16               | 2                    |
| Жінки    | 14      | 3                  | 9                | 2                    |
| Разом    | 33      | 4                  | 25               | 4                    |